# 索菲亚 (皇后)
艾莉婭·索菲亚（希腊语：Σοφία；约530年 - 约601年之后）是一位東羅馬帝國皇后，帝國皇帝查士丁二世的妻子。查士丁二世於573年因東部邊境要塞達拉被薩珊波斯帝國攻佔後精神崩潰無法自理，此後由索菲亞及養子提比略攝政。索菲亚晚年对帝国的宮廷政治有很大影響力。

## 早年生活
根据以弗所的约翰的《教会史》和图努纳的维克托的《编年史》 ，索菲亚是查士丁尼一世的妻子狄奧多拉皇后的侄女。以弗所的约翰没有具体说明索菲亚父母的身份。根据普罗科匹厄斯的《秘史》 ，狄奥多拉只有两个姐妹：姐姐科米托和妹妹阿纳斯塔西亚 ；其中任何一个都可能是索菲亚的母亲。普罗科匹厄斯认为科米托是她那个时代一位杰出的交际花。编年史家约翰·马拉拉斯记录道，科米托（生于约500年）于528年嫁给了西塔斯将军。因此西塔斯可能是索菲亚的父亲。阿纳斯塔西亚是否结过婚不得而知。
在查士丁尼一世（527年-565年）统治期间，狄奥多拉可能安排索菲亚嫁给皇帝的侄子查士丁。根据《图努纳的维克托编年史》，查士丁是杜尔西狄乌斯和查士丁尼的妹妹維吉蘭提亞的儿子。在族谱资料中，他父亲的名字也被写为杜尔西西姆斯。维吉兰提亞和她的哥哥查士丁尼一世是彼得鲁斯·萨巴提乌斯和一位年长的维吉兰提亞的孩子。
根据以弗所的约翰和敘利亞的米海爾的说法，索菲亚和查士丁最初都是基督一性论者，为了讨好舅父查士丁尼，后来皈依了迦克墩派。

## 皇后

### 崛起
查士丁尼一世有几个侄子，但似乎从未指定继承人。565年11月13日–14日夜间，是查士丁尼的臨終之际。查士丁是他的宫廷总管，因此在君士坦丁堡大皇宫内是可行的继承人。他设法获得了元老院的支持，并在查士丁尼王朝其他成员得到通知之前，在宫廷内被宣布为皇帝。这些事件由宫廷诗人科里普斯记录下来。
科里普斯在其作品中经常将她的希腊名字“索菲亚”翻译成拉丁语“Sapientia”。两者的含义均为“智慧”，诗人将其既用作她的神名，也用作她的头衔。查士丁的即位演说中特别提到索菲亚与其丈夫共同执政，推测她当时已在政治上拥有影响力。科里普斯经常在其记录中提及她，并在仪式的祈祷部分给予她同等的篇幅。科里普斯还对圣索菲亚大教堂进行了详尽的描述，主要是为了赞美与其同名的皇后。科里普斯还记录了索菲亚负责安排查士丁尼的葬礼，并声称她为查士丁尼编织了描绘其统治时期军事凯旋场景的裹尸布。
索菲亚沿袭了狄奥多西王朝和利奧王朝皇后们的惯例，以艾莉婭为名。她所在的查士丁尼王朝的前两位皇后（尤菲米婭和狄奧多拉）从未使用过这个名字。她是第一位被刻在硬币上的皇后，其皇家徽章与皇帝的徽章相同，这种硬币样式一直延续到福卡斯和萊昂蒂亞。她们被同时刻画在图像和雕像中，而索菲亚独自一人的名字则被用在为她建造的两座宫殿、一个港口和一座公共浴场上。

### 反对
新统治面临的主要挑战是另一位查士丁，他是新皇帝的堂兄。他是日耳曼努斯和他的第一任妻子帕萨拉的儿子，这位同名堂兄在战争中战功赫赫。根据埃瓦格里斯·斯科拉斯蒂库斯的说法，皇帝和索菲亚起初欢迎他们的亲戚来到君士坦丁堡，但不久之后就将他流放到亚历山大。568年，另一位查士丁在床上被谋杀，大概是因为他长期与皇帝查士丁争夺皇位。根据比克拉罗的约翰的说法，谋杀是由索菲娅的支持者实施的。埃瓦格里斯声称死者的头颅被送给了皇帝夫妇，他们恶意地踢了它，这个细节可能被埃瓦格里斯夸大了。
568年，查士丁尼时期的宦官将领纳尔西斯被免去意大利总督的职务。据执事保罗记载，索菲亚曾向这位高级将领说她有一个更适合像他这样的宦官的职位——女官宿舍（ gynaikonitis ）织布女工的监督员。纳尔西斯选择退居那不勒斯，而不是遵從查士丁的命令返回君士坦丁堡，并邀请伦巴第人入侵。但一些历史学家认为这场冲突的证据并不可靠。

### 财政
索菲亚参与了查士丁的财政政策。他们继承了枯竭的国库，着手偿还查士丁尼欠下的各种债务，以及向银行家和放债人提供的贷款。根据宣信者狄奧法內斯的说法，索菲娅负责偿还债务，这一举动为她赢得了当时的赞誉。这对皇室夫妇试图削减开支，增加国库储备。埃瓦格里乌斯、以弗所的约翰、都爾的額我略和执事保罗在指责查士丁和索菲娅贪婪时都提到了这一点。据说查士丁死后，索菲亚和皇帝提比略二世在财政政策上发生了冲突。

### 宗教政策

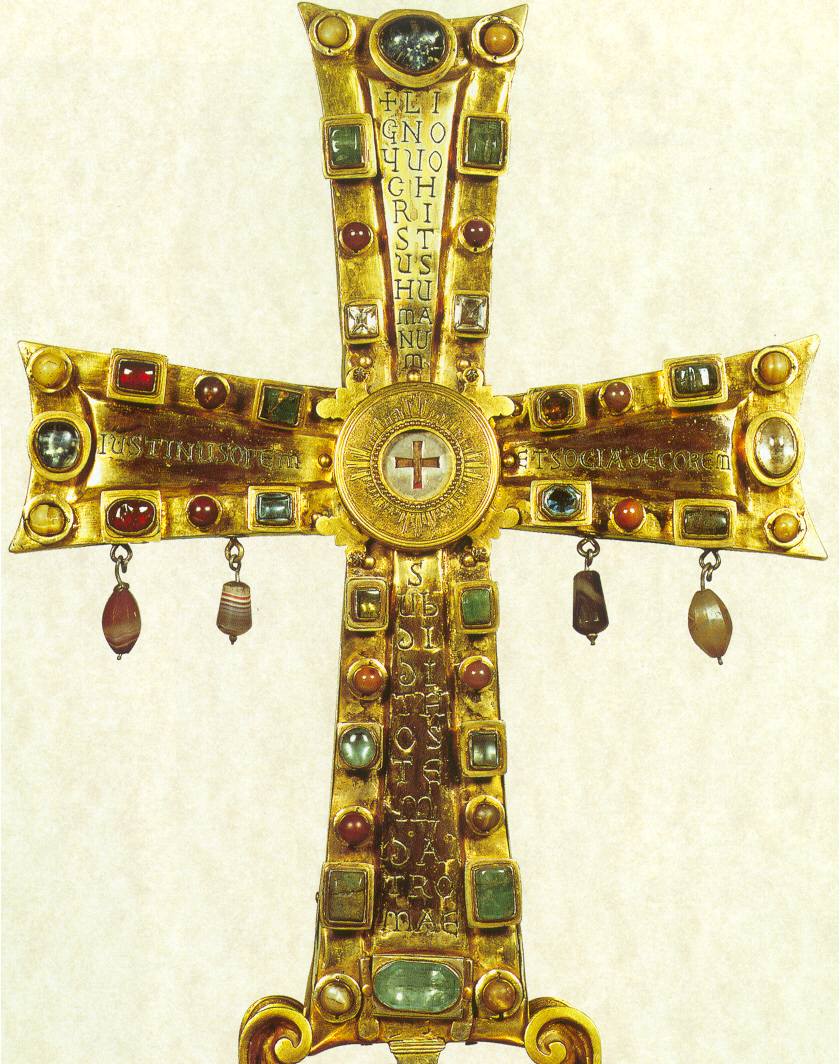
查士丁二世十字架

569年查士丁和索菲娅共同将真十字架的遗物送给了拉德贡德。貝南蒂烏斯·福圖內特斯在王宫举行了纪念仪式。他们还将遗物送给教宗约翰三世，试图改善关系：梵蒂冈博物馆藏有查士丁二世的十字架、一颗宝石十字架，以及一个可能就是当时赠送的真十字架圣物匣，匣子背面的臂架末端刻有铭文，记录了他们的捐赠，似乎还有他们的肖像。这促使貝南蒂烏斯·福圖內特斯创作诗歌，将查士丁和索菲娅称为新的君士坦丁和新的海倫納，并指出索菲娅在赠送圣物方面发挥了重要作用。
对于基督一性论者来说，这对夫妇的宗教政策备受争议。在他们的统治期间，他们试图调和迦克墩派和一性论基督教，但未能成功，最终导致后者再次遭受迫害。 与此同时，他们自身的信仰也受到质疑。以弗所的约翰本人在这场迫害中被囚禁，这很可能是他著作中对查士丁和索菲亚充满敌意的原因之一。

## 摄政（573–578）
据称，早在573年11月薩珊波斯帝國君主霍斯勞一世攻陷达拉时，查士丁就患有暂时性精神错乱，无法履行职责。据都爾的額我略称，索菲娅此时已独揽帝国大权。然而，东罗马历史学家如埃瓦格里乌斯和米南德，则认为宮廷衛隊警衛軍司令提比略与索菲娅一同掌权。埃瓦格里乌斯和米南德都记载，索菲娅独自与霍斯勞一世达成了为期一年的休战协议，这与她丈夫反对补贴的政策形成了鲜明对比。
根据以弗所的约翰的说法，索菲亚将她丈夫的疯狂归咎于他未能认识到她的地位：
“天国是通过我而来的，现在又回到我这里来了；至于他，他为了我的缘故，受到了惩罚，并遭遇了这次考验，因为他没有足够重视我，还惹我生气。” 
宣信者狄奧法內斯记录了一则轶事：查士丁在精神错乱时对他女婿巴杜阿里斯大发雷霆，索菲亚说服他道歉并邀请巴杜阿里斯共进晚餐。在查士丁试图跳窗后，索菲亚下令用铁条封住了宫殿的窗户。
皇帝丧失行为能力一年后，皇帝和元老院与皇后商议凱撒（法定繼承人）的提名，一致同意提比略为其共事大臣。根据狄奧法內斯编年史的记载，提比略于574年12月7被查士丁正式任命为凯撒。他还被查士丁收养，从而成为其指定的继承人。
以弗所的约翰和都爾的額我略记载索菲亚和提比略曾就财政政策发生过争论：当提比略增加政府开支时，她批评他把政府的积蓄白白送出去。查士丁和索菲亚最终设定了提比略的支出上限，并限制他动用国库。
约翰的《教会史》和宣信者狄奧法內斯的《编年史》都表明索菲亚当时正计划嫁给提比略。几个世纪后，狄奧法內斯写道，索菲亚当时并不知道提比略已经结婚，但这种说法与6世纪作家约翰的著作相矛盾。提比略与伊诺·阿纳斯塔西娅的婚姻显然被她视为冒犯。伊诺和她的女儿君士坦丁娜和卡里托不被允许进入君士坦丁堡大皇宫。她们被安置在牛狮宫，这是查士丁尼一世登基前的住所。根据约翰的记载，提比略每天晚上都和他们在一起，每天早上返回大皇宫。索菲亚还拒绝让宫廷女士们探望伊诺和她的女儿们。 
伊诺最终离开君士坦丁堡，前往她之前的住所达夫努迪姆。据以弗所的约翰记载，提比略在伊诺病倒时离开君士坦丁堡去探望她。据推测，她的女儿们也陪她一起离开了首都。
578年9月，查士丁二世在健康状况恶化的情况下，任命提比略为共治皇帝。578年10月5日，查士丁駕崩，提比略成为皇帝。据以弗所的约翰记载，索菲亚派君士坦丁堡大牧首尤提齊烏斯去见提比略，劝说他与伊诺离婚，并提出将自己和成年女儿阿拉比亚作为未来的新娘，提比略拒绝了。索菲亚虽然仍是奧古斯塔，但已不再掌管朝政。

## 皇太后
索菲亚保留了奧古斯塔（皇后）的地位，并继续在宫殿中拥有一部分属于自己的空间。她仍然拥有一定的影响力，可以讨论各种政府事务。与此同时，伊诺·阿纳斯塔西亚也被加冕为奥古斯塔。索菲亚并不满意这种情况，以弗所的约翰记录了他们关于财政政策的进一步争论。图尔的格里高利记载，索菲亚参与了一场阴谋，试图废黜提比略，并任命查士丁尼將軍——在亚历山大被谋杀的查士丁的弟弟——来取代他。她希望重新获得作为皇后的权力，并分享皇帝的部分权力。
提比略的回应是没收了索菲亚的大部分财产，解雇了她忠诚的仆人，并任命了效忠于他的继任者。然而，她在宫廷中的地位和影响力依然存在。宣信者狄奧法內斯记载，索菲亚于579年退居索菲亚宫（一座为纪念她而建的宫殿），她拥有自己的小朝廷，并被尊为提比略的母亲。

### 重返大皇宫
582年8月14日，提比略二世駕崩。然而，索菲亚在政坛仍然举足轻重。这是因为据说当提比略感到自己的健康状况每况愈下时，他曾派人去索菲亚的宫殿，向她征求继任者的意见。继任者是与提比略女兒君士坦丁娜订婚的将军莫里斯。都爾的額我略记载，索菲亚曾计划嫁给提比略，但君士坦丁娜和莫里斯于582年秋天结婚。君士坦丁娜也被拥立为奥古斯塔，以弗所的约翰提到三位皇后（索菲亚、提比略之妻伊诺、莫里斯之妻君士坦丁娜）都居住在大皇宫中，这意味着索菲亚的退休只是暂时的，或者宣信者狄奧法內斯误报了她的身份。

### 晚年
伊诺是三位女性中第一个去世的。狄奧法內斯认为她死于593年。君士坦丁娜似乎与索菲亚的关系比她母后伊诺更好。狄奧法內斯记载，她们曾在601年共同向莫里斯献上一顶珍贵的王冠作为复活节礼物。莫里斯接受了她们的礼物，但随后下令将其悬挂在圣索菲亚大教堂的祭坛上，作为自己对教会的贡品。据塞奥法尼斯所说，这被索菲亚与君士坦丁娜视为侮辱，并导致了婚姻危機。
601年的复活节也是人们最后一次听说索菲亚的踪迹。她是否活着看到602年莫里斯被福卡斯废黜还不得而知。根据《典仪论》 ，她被安葬在圣使徒教堂其丈夫的旁边。

## 子女
索菲亚和查士丁至少有两个孩子：
- 儿子查士丁斯（英语：Justus (son of Justin II)），死于565年之前。葬于天使長米迦勒教堂。
- 女儿阿拉比娅（英语：Arabia (daughter of Justin II)），在其父亲继承皇位之前嫁给了宫廷总管（英语：Kouropalates）巴杜阿里乌斯。[1]其丈夫约于576年在保卫拉文纳总督区免遭伦巴第人侵扰时去世。[23]他们育有一女菲尔米娜，其命运不明。[24]